# Inestabilidad de Ledinegg
En dinámica de fluidos, la inestabilidad de Ledinegg» se produce en flujo bifásico, especialmente en un tubo de caldera, cuando el límite de ebullición se encuentra dentro del tubo. Para un flujo másico J dado a través del tubo, la caída de presión por unidad de longitud (que suele variar con el cuadrado del flujo másico e inversamente con la densidad, es decir, como {\displaystyle J^{2}/\rho }) es mucho menor cuando el flujo es totalmente líquido que cuando es totalmente vapor. Por lo tanto, a medida que el límite de ebullición se desplaza hacia arriba por el tubo, la caída de presión total disminuye, lo que puede aumentar el flujo de forma inestable. Los tubos de calderas suelen superar este problema (que es, en realidad, un régimen de «resistencia negativa») incorporando un orificio estrecho en la entrada, lo que proporciona una caída de presión estabilizadora en la entrada.